# Robin Murdoch
Robin Murdoch (* 31. Juli 1911; † 13. September 1994) war ein britischer Sprinter.
Bei den British Empire Games 1934 in London wurde er Fünfter über 100 Yards, Vierter über 220 Yards und gewann mit der schottischen 4-mal-110-Yards-Stafette Bronze.
1931 und 1934 wurde er Englischer Meister über 220 Yards.

## Persönliche Bestzeiten
- 100 Yards: 10,0 s, 1932
- 200 m: 21,8 s, 7. September 1933, Helsinki